# Caro Bob Dylan...
Caro Bob Dylan... è un album registrato del vivo del cantautore Gian Pieretti, pubblicato nel 1997 per l'etichetta discografica Pull.

## Tracce
1. La risposta (Blowin' in the Wind)
2. Via col tempo (di Ricky Gianco)
3. Mr. Tambourine Man
4. Vecchio Dio
5. La vita è un giorno (Catch the Wind)
6. Auschwitz
7. Il vento dell'est (di Ricky Gianco)
8. Quando l'orso morirà
9. La piccola fontana
10. I tempi son cambiati (The Times They Are a Changin')
11. Caro Bob Dylan
12. Il bambino azzurro
13. C'è una pioggia (Rainy Day Women nos.12 & 35)
14. Io di chi?
15. La luna
16. Bambina (It Aint' Me Babe)
17. Colori (Colours)
18. Arabella
19. Canada (Harvest)